# Richard Fuld
Pour les articles homonymes, voir Fuld.
Richard Fuld (ou Richard Severin Fuld, Jr.), est un homme d'affaires américain né le 26 avril 1946 à New York. Il était président-directeur général et président du conseil d'administration de la banque d'investissements multinationale Lehman Brothers au moment de sa faillite en 2008, qui constitue un des évènements déclencheurs de la crise économique qui a ébranlé l'économie mondiale. 

## Biographie
Fuld est né dans une famille juive de la région new-yorkaise. Il est le fils de Richard Severin Fuld, Sr. et Elizabeth (Schwab). Il est également le cousin de deuxième degré du outfielder de Oakland Athletics, Sam Fuld. 
Il a obtenu à la fois un B.A. et un B.S. de l'Université Boulder, Colorado en 1969 et, en 1973, acquis un MBA de la New York Stern School of Business. Durant ses études au Colorado, Richard a participé au programme général d'entraînement pour la Réserve Navale et fut président de la fraternité Alpha Tau Omega. La carrière de Fuld en tant que pilote de la force aérienne américaine prit fin lorsqu'il en vint aux mains avec un officier-commandant. Il prétendit avoir défendu un jeune cadet qui était raillé par l'officier supérieur. 
Il rejoint la banque Lehman Brothers en 1969, comme trader. En 1984, American Express rachète la banque. Fuld déclarera plus tard, à propos du rachat que ce fut "Le pire jour de ma vie" . En 1993 American Express se sépare de la banque et nomme Fuld comme président-directeur général. 
Alors que son entreprise connaissait des difficultés financières, celui-ci a continué à se verser des salaires très importants, 37 millions de dollars en 2007, ce qui a scandalisé l'opinion et l'a placé pour longtemps comme le patron le plus détesté des États-Unis. Après avoir conduit à la faillite Lehman Brothers, Richard Fuld, considéré comme l’un des cerveaux de la crise, a conservé la totalité de sa fortune et a recréé une société nommée Matrix, spécialisée dans le capital-investissement et la gestion de fortune en face de son ancienne banque d’investissement. Il siège également au conseil d'administration de la Fondation Robin Hood.

## Culture populaire
Le film Margin Call sorti en 2011, évoque, sur une période de 36 heures, le déclenchement de la crise financière de 2008, à travers la découverte inopinée par les employés d'une banque d'affaires new-yorkaise de la dimension toxique de ses actifs. Comme ceux-ci mettent l'établissement en danger de mort, ils s'en débarrasseront cyniquement... Le nom du patron de cette banque d'affaires interprété par Jeremy Irons est John Tuld, intentionnellement très proche du patronyme du CEO de Lehman Brothers au moment de sa faillite.